# Edith Gloor
Edith Früh-Gloor (* 24. November 1942 in Schaffhausen) ist eine Schweizer Schriftstellerin und Regisseurin.

## Biografie
Zu Edith Gloors Vorfahren gehört Charles Louis Napoléon Bonaparte, der zu seiner Jugendzeit in Arenenberg mit der Allensbacherin Maria Anna Schiess den Sohn Bonaventur zeugte. Ihr älterer Bruder ist der Schaffhauser Maler Emanuel Gloor (* 18. Januar 1937 in Uzwil).
Gloor wirkte zunächst als Texterin beim Consulting-Unternehmen Farner. Sie ist Autorin von Hörspielen, Theaterstücken und Filmdrehbüchern. Sie war Präsidentin des Schweizer Schriftstellerverbandes. Gloor verarbeitet in ihren literarischen Werken u. a. eigene biografische Stationen. Sie lebte in Indien und Südamerika und wirkte als 40-Jährige als Regieassistentin und Dramaturgin in der Schweizer Theaterszene, u. a. am Zürcher Schauspielhaus. Gloor ist seit 1963 mit Peter Früh verheiratet, mit dem sie die Kinder Meret (* 1975) und Alban (* 1971) hat.
In ihrem Buch «Holy Shit» (2015) dokumentiert sie den eigenen Genesungsprozess von der Querschnittlähmung (am 30. Juli 2010 in ihrer Wiener Wohnung im Schwarzspanierhaus) zum «aufrechten Gang». Behandelt wurde sie im AKH Wien und im Neurologischen Rehabilitationszentrum am Rosenhügel von Schulmedizinern.

## Veröffentlichungen (Auswahl)
- Holy Shit – Meine Weltenreise von der Querschnittlähmung zum aufrechten Gang.  Scorpio, München 2015, ISBN 978-3-95803-005-3.
- Champagnerfrühstück bei Madame de Gouges. Hörspiel, DRS 1989, 71 Min. Regie: Mario Hindermann
- Der Generalintendant. Stück in 1 Akt für einen Schauspieler. München, Desch 1988. Hörspiel um Jean-Baptiste Lully mit Norbert Schwientek.
- Emanuel Gloor. Ausstellung – Museum zu Allerheiligen Schaffhausen, 15. März bis 20. April 1981. Katalog – Geleitwort.